# 島田芳文
島田 芳文（しまだ よしふみ、1898年（明治31年）2月11日 - 1973年（昭和48年）5月3日）は昭和期の作詞家。本名は島田義文。

## 経歴
福岡県豊前市黒土生まれ。島田芳文の実家は黒土の大地主の家であった。早稲田大学出身。中学時代に島田青峰、若山牧水に短歌を学ぶ。1927年（昭和2年）、処女詩集「農土思慕」刊行。
1929年（昭和4年）、コロムビアレコードの専属作詞家になる。1931年（昭和6年）には、古賀政男と組んだ一連の作品「キャンプ小唄」、「丘を越えて」、「スキーの唄」が大ヒット。藤山一郎の歌声でたくさんの人々に愛唱された。
1941年（昭和16年）に「雪の満州里」を発表後、しばらくの間作詞家としての活動を休業。戦後は、故郷黒土に移住し、農業などをして暮らした。豊前市内の小学校、中学校、近隣の小学校、中学校の校歌はほとんどが島田芳文の作品である。
1973年（昭和48年）5月3日死去。享年75。
現在故郷の豊前市の昼のチャイムに、代表曲「丘を越えて」が流されている。
「丘を越えて」は昭和の幕開けの歌であり、豊前市民はもとより、国民にも永く愛され歌い継がれている曲である。豊前市役所市長室入り口には早稲田大学の後輩であるボニージャックスのCDに「丘を越えて」が収録されていることを記念に、ボニージャックスより寄贈されたサインが飾られている。
2020年3月30日から同年11月27日にかけて放送されたNHKの連続テレビ小説「エール」は、同じく昭和を彩った作曲家の古関裕而をモデルにしたドラマである。島田芳文は作詞家ではあるが、藤山一郎の歌声を通して歌われる古賀メロディーと共に、島田芳文の詞の親しみやすさや、日本語の美しさが再認識された。
「丘を越えて」は「エール」の第8週目、5月18日（月）放送分で聴くことができる。
「丘を超えて」はいつの時代も歌い継がれている歌と同時に、昭和の幕開けを象徴し、まだ、戦争の影が忍び寄ってきていない日本のいい時代の歌である。令和3年11月から放送されている連続ドラマ小説「カムカムエヴリバディ」の第2回放送（11月2日）の中で、大正14年生まれの主人公である、橘安子が子ども時代をのびのびと、温かな家庭で育っていることの描写の一つに、ラジオから藤山一郎が「丘を超えて」を歌う音声がBGMに流れている。東京芸大を首席で卒業した藤山一郎の歌声は、島田芳文の美しい日本語の詩をはっきりとハリのある美しい声でより際立たせて歌っている。

## 作品
- 『キャンプ小唄』（昭和6年6月）［古賀政男作曲、歌：藤山一郎］
- 『月の浜辺』（昭和6年6月）［古賀政男作曲、歌：河原喜久恵］
- 『丘を越えて』（昭和6年11月）［古賀政男作曲、歌：藤山一郎］
- 『窓に凭（もた）れて』（昭和6年11月）［古賀政男作曲、歌：関種子］
- 『スキーの唄』（昭和6年12月）［古賀政男作曲、歌：藤山一郎］
- 『山は招く』（昭和7年5月）［佐藤吉五郎作曲、歌：中野忠晴］
- 『恋の大島』（昭和8年7月）［佐々紅華作曲、歌：藤本二三吉］
- 『急げ幌馬車』（昭和9年1月）［江口夜詩作曲、歌：松平晃］
- 『ハイキングの唄』（昭和10年5月）［古賀政男作曲、歌：楠木繁夫］
- 『夕べ仄（ほの）かに』（昭和10年5月）［古賀政男作曲、歌：松島詩子］
- 『歓喜の丘』（昭和13年5月）［古賀政男作曲、歌：藤山一郎］
- 『夢の浮島』（昭和14年1月）［陸奥明作曲、歌：松島詩子］
- 『早春再来』（昭和14年2月）［陸奥明作曲、歌：服部富子］
- 『青春の丘』（昭和14年5月）［陸奥明作曲、歌：北廉太郎］
- 『パラオの娘』（昭和14年8月）［陸奥明作曲、歌：美ち奴］
- 『里恋峠』（昭和14年9月）［陸奥明作曲、歌：田端義夫］
- 『大陸列車』（昭和15年7月）［陸奥明作曲、歌：塩まさる］
- 『街の戦友』（昭和15年11月）［陸奥明作曲、歌：小野巡］
- 『誉れの馬車』（昭和15年11月）［陸奥明作曲、歌：鶴田六郎］
- 『雪の満州里』（昭和16年11月）［陸奥明作曲、歌：ディック・ミネ］
- 『あゝ高原の紅あざみ』（昭和27年7月）［陸奥明作曲、歌：菅原都々子］
- 『アリラン悲歌』（昭和28年5月）［陸奥明作曲、歌：菅原都々子］
- 『スペイン夜曲』（昭和28年7月）［陸奥明作曲、歌：菅原都々子］
- 『名古の子守唄』（昭和39年5月）［陸奥明作曲、歌：鈴木三重子］